# Asuka Cambridge
Asuka Antonio Cambridge (japonsky ケンブリッジ飛鳥, * 31. května 1993) je japonský atlet, specialista na sprinty. Narodil se na Jamajce jamajskému otci a japonské matce, od dvou let žil s rodiči v Japonsku, napřed v Ósace a pak v Tokiu, kde vystudoval Nihon University. S japonskou sprinterskou štafetou získal bronzovou medaili na mistrovství světa juniorů v atletice 2012. V roce 2013 vyhrál na Východoasijských hrách závod na 200 metrů i štafetu 4×100 m. Byl finišmanem štafety, která získala stříbrné medaile na letních olympijských hrách 2016 a bronzové medaile na mistrovství světa v atletice 2017. V individuálních závodech na 100 metrů na OH 2016 i na MS 2017 vypadl v semifinále. Jeho osobní rekordy jsou 10,08 s na 100 m a 20,62 s na 200 m.